# Alan Varela
Alan Gonzalo Varela (* 4. Juli 2001 in Isidro Casanova, Partido La Matanza) ist ein argentinischer Fußballspieler, der aktuell für den FC Porto spielt. Er spielt im zentralen Mittelfeld.

## Karriere

### Verein
Varela kam 2012 von Barcelona Luján zu den Boca Juniors, einer Tochtergesellschaft des FC Barcelona, die später nach einer Partnerschaft mit Boca als Barcelona Juniors bekannt wurde. Bereits 2019 unterschrieb er seinen ersten Profivertrag. 2020 schaffte er den Sprung in die erste Mannschaft, wo er in jungen Jahren zum Stammspieler wurde. 2022 gewann er seine erste argentinische Meisterschaft mit Boca Juniors. Im August 2023 schaffte er mit dem Wechsel zum FC Porto den Sprung in den europäischen Fußball.

### Nationalmannschaft
Im Jahr 2019 wurde Varela von Argentiniens U20-Trainer Esteban Solari für das COTIF-Turnier in L’Alcúdia, Spanien nominiert.

## Erfolge

### Boca Juniors
- Primera División: 2022
- Copa Argentina: 2019/20
- Copa de la Liga Profesional: 2020, 2022
- Supercopa Argentina: 2022